# Teatr Miejski w Brzegu
Teatr Miejski w Brzegu (niem. Brieger Stadttheater) – teatr działający w latach 1821–1944 w Brzegu. Jeden z najstarszych teatrów Dolnego Śląska.

## Historia
W 1821 r. emerytowany organista Christian Arndt podjął przebudowę dotychczasowego domu parafialnego kościoła św. Mikołaja w teatr, który podarował miastu. Przebudowę zaprojektował architekt Carl Ferdinand Langhans. Zwartą bryłę budynku urozmaicono ryzalitami na osiach i boniowanymi lizenami na narożnikach, a także wysokim łamanym dachem. Pięcioosiowa, trzykondygnacyjna, reprezentacyjna fasada wychodziła na ul. Mleczną. Miała ona wydzielony, szerszy ryzalit w środku z głównym wejściem wiodącym do teatru. Nad wejściem zlokalizowano loggię w bogatym architektonicznym obramieniu, w zwieńczeniu którego umieszczono anioła z herbem Brzegu.
Intensywna działalność wywołała potrzebę kolejnej przebudowy w 1874 roku, kiedy architekt Karl Lüdecke znacznie powiększył bryłę teatru. Kolejnej przebudowy dokonano w 1927 roku.

## Stały zespół i teatr objazdowy
Na terenie Dolnego Śląska działały teatry objazdowe, jednym z nich był teatr w Brzegu. Po dojściu do władzy nazistów teatr w Brzegu, wraz z innymi teatrami objazdowymi, skupiono w holdingu Schlesische Landesbühne GmbH z siedzibą we Wrocławiu. W Brzegu, Bolesławcu i Głogowie utrzymywano trzy zespoły sceniczne, liczące od 50 do 60 osób (aktorów i personelu pomocniczego).

## Upadek po II wojnie światowej
Po II wojnie światowej próbowano wznowić działalność teatru miejskiego, np. 1 października 1947 roku wystawiono tu sztukę „Chory z urojenia” Moliera.
W końcu 1956 roku rozpoczęto trwający ponad dziesięć lat remont budynku. 4 lutego 1967 w miejsce teatru otwarto Brzeskie Centrum Kultury (do 1992 roku noszące nazwę Brzeski Dom Kultury). Później sztuki sceniczne były realizowane jedynie incydentalnie.